# トニー・ケンリック
トニー・ケンリック（Tony Kenrick, Anthony Arthur Kenrick、1935年8月23日 - ）は、オーストラリアの作家。オーストラリア・シドニー出身。初期はユーモア・ミステリーやスラップスティックな作風で知られていたが、後期になるとシリアスなポリティカル・スリラーに作風を転換した。

## 略歴
1935年、オーストラリアのニューサウスウェールズ州シドニー生まれ。本名はアンソニー・アーサー・ケンリック。1953年にオーストラリア海軍に勤務。除隊後はオーストラリアでコピーライターとして働き、後に広告代理店の重役を務めた。その後オーストラリアを離れて渡米し、1967年にニューヨークの法律事務所にコピーライターとして採用された。
1970年に最初のユーモア・ミステリー小説『殺人はリビエラで』を発表して小説家デビュー。1972年に代表作『スカイジャック』を発表し、専業の小説家になった。
1974年には『三人のイカれる男』を発表。この作品は1981年に"Nobody's Perfekt"としてピーター・ボナーズ監督により映画化されたが、映画の評判は悪かった。
1976年の『バーニーよ銃をとれ』はロバート・アルドリッチ監督による映画化が企画され、主演にはスティーヴ・マックイーンが予定されていたが、この企画は実現しなかった。その他にも『スカイジャック』『リリアンと悪党ども』の映画化権を映画会社に売却したが、いずれの企画もとん挫した。
1978年の『俺たちには今日がある』まではスラップスティックなユーモア・ミステリーの名手として知られていたが、翌年の『暗くなるまで待て』ではユーモアが後退しシリアスなスリラーへと路線転換する。さらに翌年の『消えたV1発射基地』以降はよりシリアスな路線へと進んで行った。
1985年の『上海サプライズ』は翌年にマドンナ主演で映画化されたが、この映画は失敗作となった。ケンリックは映画製作に強い熱意を抱き、未発表のユーモア・ミステリー小説"Made for Each Other"（二組の不運な夫婦が、強盗と人質としてそれぞれの元恋人と再会する。それぞれの夫婦が元恋人同士という事情から、強盗と人質が全員結託して逃走を余儀なくされるユーモア・ミステリー）の映画化をみずから企画した（映画化仮題"Fit to be Tied"）が、実現しなかった。
1991年の"Glitterbug"を最後に小説家を引退。小説執筆以外にも複数のペンネームを使って戯曲や映画脚本を執筆している。

## 作品リスト
- 『殺人はリビエラで』（Only Good Body's a Dead One (1970)、上田公子訳、角川文庫）
- 『スカイジャック』（A Touch One to Lose (1972)、上田公子訳、角川文庫）
- 『三人のイカれる男』（Two for the Price of One (1974) 、上田公子訳、角川文庫）
- 『リリアンと悪党ども』（Stealing Lillian (1975)、上田公子訳、角川文庫）
- 『マイ・フェア・レディーズ』（The Chicago Girl (1976) 、上田公子訳、角川文庫）
- 『バーニーよ銃をとれ』（The Seven Day Soldiers  (1976)、上田公子訳、角川文庫）
- 『俺たちには今日がある』（Two Lucky People (1978)、上田公子訳、角川文庫）
- 『暗くなるまで待て』（The Nighttime Guy (1979)、上田公子訳、角川文庫）
- 『消えたV1発射基地』（The 81st Site (1980)、上田公子訳、角川文庫）
- 『誰が為に爆弾は鳴る』（Blast (1983)、上田公子訳、角川文庫）
- 『上海サプライズ』（Faraday's Flowers (1985)、上田公子訳、角川文庫）
- 『チャイナ・ホワイト』（China White (1986)、沢川進訳、角川文庫）
- 『ネオン・タフ』（Neon Tough (1989)、上田公子訳、角川文庫）
- Glitterbug (1991)
- Made for Each Other（未発表）